# Waulud’s Bank

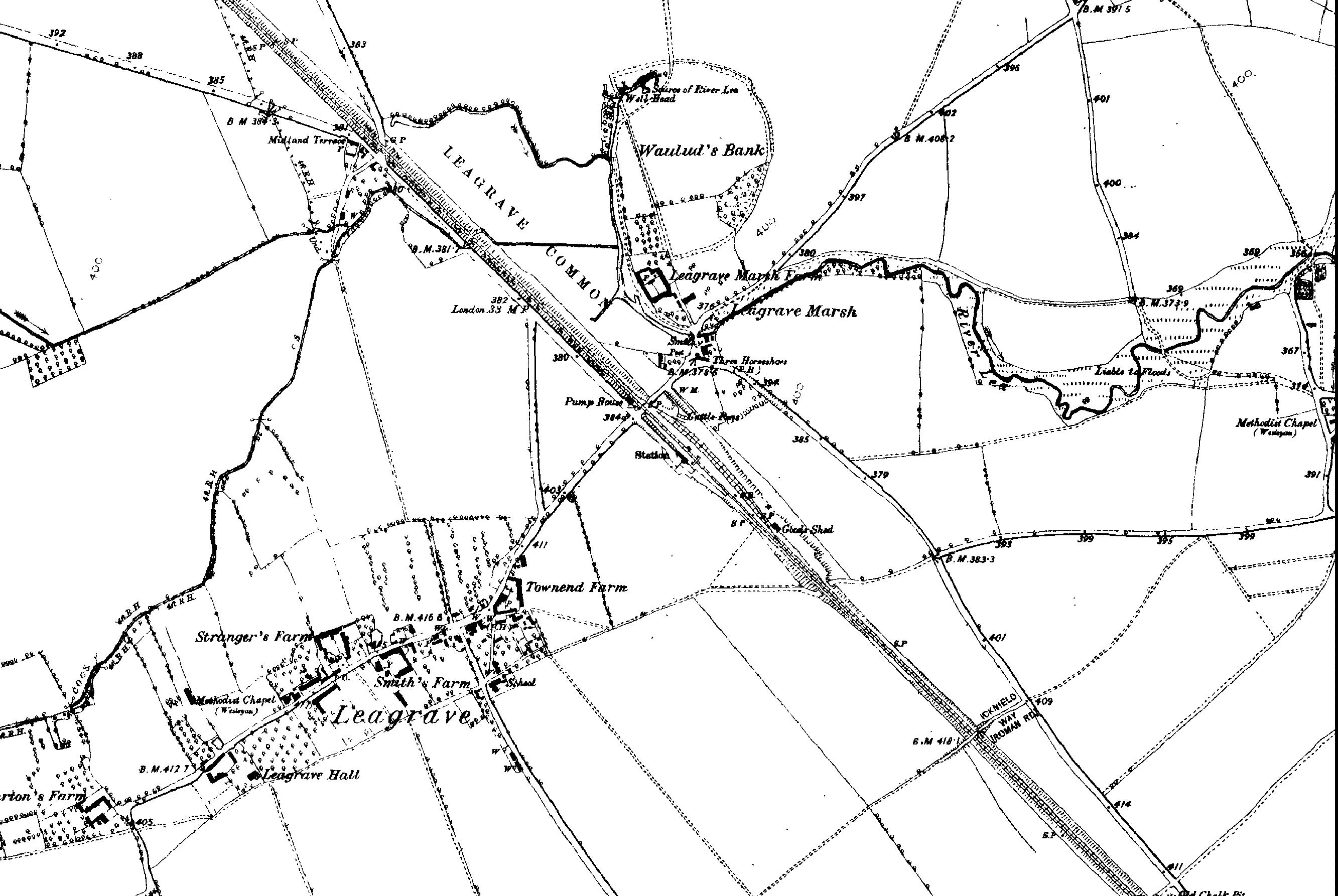
Karte von 1889 mit Waulud's Bank – Mitte oben

Das Henge von Waulud's Bank gehört zu den fünf so genannten neolithischen Superhenges auf den Britischen Inseln. Es liegt im Leagrave Park, an den Ufern des River Lea, in Luton in der Grafschaft Bedfordshire in England. Das D-förmige Henge ist von der Form her vergleichbar mit dem Marden Henge und bedeckt etwa 7 Hektar. 
Waulud's Bank besteht aus einem stellenweise noch 2,6 m hohen Halbkreiswall aus Kreide- und Kiesmaterial, der aus dem ausgehobenen Grabenmaterial erstellt ist. Der Graben ist 9,2 m breit und 2,1 m tief. Den übrigen Teilbereich der Einfriedung bildet das Quellgebiet des River Lea, dessen Name auf den keltischen Gott Lugh zurückzuführen ist. 
Das Henge ist archäologisch 1954 und 1970/71 partiell untersucht worden, wobei Grooved Ware gefunden und Spuren einer eisenzeitlichen Nachnutzung des Platzes erkannt wurden. Eine neue geophysikalische Untersuchung mit nicht zerstörenden Techniken soll Veränderungen im Boden feststellen, durch die verschüttete Gräben und Gruben geortet werden können. 
Waulud's Bank stammt etwa von 3000 v. Chr. und ist innerhalb Ostenglands einzigartig. Alle übrigen großen Henges in England liegen weiter entfernt und südöstlich von Waulud's Bank.